# Le Projet Bouvard
Vous pouvez aider à l'améliorer ou bien discuter des problèmes sur sa page de discussion.
- Il peut contenir un travail inédit ou des déclarations non vérifiées. Vous pouvez l’améliorer en ajoutant des références. (Marqué depuis mars 2018)

Vous pouvez aider à l'améliorer ou bien discuter des problèmes sur sa page de discussion.
- Il ne s’appuie pas, ou pas assez, sur des sources secondaires ou tertiaires. (Marqué depuis mars 2018)

- Archive Wikiwix
- Bing
- Cairn
- DuckDuckGo
- E. Universalis
- Gallica
- Google
- G. Books
- G. News
- G. Scholar
- Persée
- Qwant
- (zh) Baidu
- (ru) Yandex
- (wd) trouver des œuvres sur Wikidata

Le Projet Bouvard est un projet d'édition en ligne du second volume inachevé de Bouvard et Pécuchet de Gustave Flaubert. 
Désirant cerner au plus près le monde de l'édition, Le Projet Bouvard met également à disposition de l'utilisateur une interface d'édition de second volume à la demande. Le projet voit le jour en 2007. La responsable de projet est Stéphanie Dord-Crouslé.

## Présentation
« Le projet a pour l’objet l’édition critique en ligne d’un ensemble patrimonial cohérent, d’importance scientifique et culturelle reconnue, sous une forme technologique novatrice, seule adaptée à un contenu intellectuel et matériel complexe que l’édition imprimée échoue à restituer dans toutes ses dimensions et son irréductible spécificité. »
L'objectif désigné plus haut a été le premier objectif visé du Projet Bouvard, présenté et financé par l'Agence nationale de la recherche en 2007. La seconde phase abordée par le projet dépasse la simple édition des seuls dossiers conservés à la Bibliothèque Municipale de Rouen : il s'agit d'éditer l'ensemble des dossiers de Bouvard et Pécuchet et ce quel que soit l'espace où ils sont conservés. À ce titre, devrait être mises en ligne prochainement[Quand ?] sur le site du projet notamment les notes de lectures prises par Gustave Flaubert sur les œuvres de Rousseau, conservées au Musée Jean-Jacques-Rousseau de Montmorency, déjà accessibles sur le site du Centre Flaubert de l'université de Rouen. Ces informations sont notamment disponibles sur la page d'accueil. Le site officiel est toujours actif et est en développement[évasif]. L'interface est partiellement disponible en plusieurs langues : anglais, italien et espagnol.

## Origine du projet

### Œuvre source et contexte éditorial[3]

#### Le Roman encyclopédique inachevé
À l'origine du projet, se trouve le roman encyclopédique Bouvard et Pécuchet qui devait être structuré en deux volumes et douze chapitres narrant l’épopée scientifique de deux copistes ayant décidé de quitter Paris pour se retirer en campagne afin de mettre à l’épreuve les branches des savoirs de leur époque. Le second volume de ce roman, devant contenir les deux derniers chapitres, reste inachevé à la suite de la mort de l’auteur le 8 mai 1880.
Le chantier documentaire auquel se consacre le Projet Bouvard représente :
- 2 300 feuillets
- 8 volumes de documentation diverse
- 2 volumes pour le Dictionnaire des idées reçues.

#### Contexte éditorial
Le projet naît d'une insuffisance éditoriale : qu'il s'agisse des appendices dans les éditions du premier volume (qui ne parvenaient pas à englober la totalité des documents du second volume) ou des reconstitutions conjecturales du second volume (qui ne parviennent pas à rassembler tous les spécialistes flaubertiens et demeurent difficilement lisibles). Le Projet Bouvard en tant qu'édition numérique a pour objectif de respecter l'inachèvement du corpus, la mobilité des documents qui le composent et la triple hétérogénéité qui lui est caractéristique :
- Hétérogénéité dans la nature physique des documents (pages manuscrites, pages imprimées ou mixtes)
- Hétérogénéité dans la destination diverse de chaque documents (en hésitation entre le second volume et d'autres œuvres comme L'Éducation sentimentale)
- Hétérogénéité dans l'appartenance typologique variée des documents (documents bruts, références bibliographiques, notes de notes, , etc.)

### Objectifs
En réaction ou à la suite du contexte éditorial particulier de l’œuvre source, naît le projet d’une édition numérique, proposition de dépassement de la nécessaire forme autoritaire imposée par le support papier. Le projet se conçoit selon deux objectifs :
- En tant qu’édition, il s’agit avant tout d’éditer un corpus patrimonial complexe et difficilement accessible.
- Rendre le corpus manipulable et en particulier offrir la possibilité de produire des deuxièmes volumes à la demande, ce qui revient à établir une interface permettant la production d’une édition personnelle à partir des documents mis en ligne.

### Formation de l'équipe
Le projet préexistant d'une édition des dossiers de Bouvard et Pécuchet s'est vu actualisé à la suite de la rencontre entre Stéphanie Dord-Crouslé, chargée de recherche au CNRS et coordonnatrice à Lyon d’une équipe multidisciplinaire et internationale commençant un travail sur les dossiers documentaires de Bouvard et Pécuchet, et l’équipe d’études flaubertiennes de l’Université de Messine, au fait des nouvelles voies de la génétique. L'ANR a reçu le projet en 2007 Grâce à la bourse attribuée par le Ministère des Affaires étrangères et européennes (situé en France) et le Ministero dell’Istruzione, dell’Università e della Ricerca (en Italie), les deux équipes ont pu organiser deux réunions importantes au cours de l’année 2009 (une en Sicile, une autre à Lyon). Ce financement a également permis de rendre l’interface multilingue (disponible actuellement en 4 langues : français, anglais, italien et espagnol). Au-delà des grandes qualités et des potentialités innovantes qu’offre le site, cette édition électronique des dossiers documentaires de Bouvard et Pécuchet a été l’occasion d’une collaboration et s’est ainsi assimilée lors de sa création à une forme moderne de table ronde, constamment ouverte et active permettant par sa nature numérique un dialogue entre personne d’horizons lointains, au-delà des décalages horaires et des distances. Ce fut la première étape de ce projet que de rassembler des spécialistes de Flaubert et des spécialistes informaticiens au sein d’une même équipe de recherche multinationale œuvrant en collaboration pour un savoir collaboratif.

## Une Proposition pour le domaine de l'Édition numérique: l'Interface de production de second volume

### Fonctionnement
Le corpus du second volume est accessible via le site mais il est également éditable : le site permet en effet de manipuler les fragments, de s'approprier le corpus au travers d'outils éditoriaux et de produire une édition personnelle. Le travail d'édition à l'origine du projet a permis de rendre le corpus manipulable notamment par le processus d'éditorialisation : découpage du corpus en fragments, regroupement des fragments en thématique ou citations, classement des éléments, transpositions diverses selon les modes diplomatique, normalisé ou ultra-diplomatique, , etc.
Afin d'accéder à l'interface d'édition, l'utilisateur doit cependant créer un compte : il ne s’agit pas seulement de bénéficier d’un outil d’édition mais de participer pleinement et nominalement à une expérience littéraire et scientifique. Par défaut, les pages créées par les utilisateurs au sein de leur espace de travail personnel ne sont pas publiques et il n'y a pas de limitation dans le nombre de reconstitutions conjecturales du « second volume » / utilisateur. L’Agenceur , qui est le principal outil de l’interface d’édition, propose des exemples détaillés sur la page « Hypothèses ».

#### XML/TEI ou le Format Pivot
Le format XML/TEI a été choisi comme format pivot, permettant notamment le passage d'une transcription diplomatique à une transcription normalisée. La TEI (Text Encoding Initiative), un format XML de description de textes, outil issu d’une communauté académique internationale dans le domaine des humanités numériques, permet cette malléabilité du texte puisqu’elle conduit à une transcription formalisée unique (diplomatique, normalisée et enrichie), elle conserve des unités « texte », fragmente et recompose le corpus en unités-cibles, en acceptant des requêtes complexes et l’export d’un corpus. C’est cet outil-pivot qui rend possible la création d’un second volume à partir du site.

#### Mode d'emploi ou Comment créer un second volume
1. Choisir un plan de lecture (existant, modifié, inédit) soit détermination de la structure de l’édition
2. Matrice de sélection des citations ou création du corpus
3. Module de lecture et reclassement des agencements soit l’insertion du corpus dans la structure établie
4. Préciser la place des citations au cas par cas, ajout d’éventuelles citations…
5. Export du « second volume » en format PDF ou XML.

## Réflexions et Innovations sur un Site collaboratif

### Modèle du kaléidoscope
Cette interface se construit sur le modèle du kaléidoscope, un qualificatif imagé qui permet de se représenter la structure de l’interface. Proposant déjà plusieurs reconstitutions du volume flaubertien manquant, ce projet permet à chaque visiteur du site de produire sa propre reconstitution d’une œuvre inachevée et inachevable. Point crucial et original du site, ayant sans aucun doute complexifié la tâche de l’équipe technique, il s’agit là de répondre à une rigueur scientifique typique de l’esprit « humanité numérique » : le site montre en effet de quelle manière l’encodage de l’édition numérique peut être exploité pour le fonctionnement d’une interface de création unique et dynamique. De même que l’édition numérique procède d’une suite d’édition papier, l’édition personnelle de l’internaute peut procéder des éditions numériques déjà existantes. Cette version finale pourra être soumise selon la volonté de l’internaute et pourra être reconstituée et exportée au format XML ou PDF. Le principe du projet est la diversité des compositions conjecturales, la logique unique de chaque structuration de fragments et non l'exhaustivité d'une seule reconstitution.

### Conception d'un outil pensé scientifique
La mise à disposition d’un outil éditorial complexe et précis et d'un vaste corpus accessible à tout utilisateur ne fait l'unanimité : l'idéal d’une collaboration scientifique en ligne et une ouverture du monde flaubertien s'oppose à un esprit davantage enclin à une conservation de la valeur de l’activité d’édition et de la littérature de l'auteur. Si cette question ne peut pas réellement être tranchée - car tenant davantage à des conceptions intellectuelles et même sociales -, il est tout de même possible de rappeler la finalité du projet : l'outil conçu de prime abor comme un outil de travail et de recherche permettant les regroupements de fragments littéraires, la comparaisons d'hypothèses scientifiques et la validation éventuelle de certaines d'entre elles.

### Lecteurco-auteur
Le statut du lecteur via l'interface d'édition se trouve en effet changé : en tant que lecteur numérique, comme promu au rang d'auteur ou de co-auteur, l'individu est placé au centre d'un système éditorial puisqu'il peut créer des agencements de citations selon ses propres hypothèses. La distinction entre le lecteur co-auteur et un éditeur numérique ne peut plus se faire sur l'unique critères d'utilisation des outils de lecture, de diffusion, de composition ou de structuration de l’œuvre car chacun utilise les mêmes. Le concept d'autorité éditoriale ou de validité scientifique se trouvent dès lors bouleversés. Il faut ici nuancer le pouvoir du lecteur : en effet tous les « seconds volumes » issus de l’interface ne peuvent pas prétendre au titre de « reconstitution conjecturale du second volume » et aucune de ces reconstitutions ne peut prétendre à la perfection ou à une autorité scientifique absolue. La dimension de légitimité de la conception éditoriale demeure donc prise en compte. De plus, le lecteur ne peut éditer que dans les limites et selon les règles d’édition fixées par le site (création obligatoire d'un compte) et par l’interprétation scientifique faîte du corpus : le lecteur ne dicte donc pas ses lois éditoriales.

### Conception littéraire et éditoriale
Par l'interface d'édition libre, ce n'est pas seulement le système traditionnel de l'édition qui se trouve bouleversé mais également la conception même d'une œuvre ou d'une partie d'une œuvre dans le cas de Bouvard et Pécuchet : comment lire ou voir désormais une œuvre dont l'édition est multiple, ne se définissant plus par une lecture chronologique et une forme statique ? Le projet semble ainsi investir une nouvelle conception de l’œuvre littéraire : déterminée par l'inachèvement et la fragmentation. Il reste cependant que le projet respecte au mieux la forme originale de l’œuvre et se donne pour but de retranscrire les attributs d'origine, or ce sont là des critères qui participe du geste d'édition et de ses enjeux.

### L’Unicité contextuelle
Il faut préciser en dernier point la réalité contextuelle de l’œuvre : si un outil d'édition (et même d'éditorialisation puisque le lecteur peut former ses propres transcriptions à partir de la consultation des fragments mis en ligne) est accessible à tous utilisateurs, il reste que le travail d'édition demeure et que le corpus bien que numérisé demeure flaubertien.